# Do You
Do you es el séptimo álbum de estudio de Sheena Easton. Al principio fue lanzado en 1985 por EMI y posteriormente reeditado por One Way Records en el 2000, remasterizado y con lado b. El álbum fue producido por Nile Rodgers.
El sonido del álbum fue un cambio de su pop tradicional hacia un dance más bailable. Incluye los sencillos, "Do It For Love" (#29 Estados Unidos), "Jimmy Mack" (#65 EU) y "Magic of Love". Lanzado en noviembre de 1985, el álbum alcanzó en Estados Unidos el #40 del Billboard's Top 200, y recibió disco de oro por la RIAA.
La canción "Don't Turn Your Back" fue usada en un episodio "Miami Vice", la serie de televisión, en 1988.

## Lista de canciones
Lado uno:
1. "Do It For Love" (Adele Bertei, Mary Kesler) – 5:03
2. "Don't Break My Heart" (Danny Ironstone, Tony Maiden, Mary Unobsky)– 3:47
3. "Magic of Love" (Rodgers)– 5:05
4. "Don't Turn Your Back" (G. Gaynor, M. Gaynor, J. Giscombe) – 5:29
5. "Jimmy Mack" (Lamont Dozier, Eddie Holland, Brian Holland) – 4:12

Lado dos:
1. "Can't Wait Till Tomorrow" (John Keller, Geoff Leib, Rick Neigher) – 4:47
2. "Young Lions" (Dana Merino) – 4:54
3. "Kisses" (Larry Nacht) – 4:03
4. "Money Back Guarantee" (Martin Celay, Rodgers) – 4:34
5. "When The Lightning Strikes Again" (Dan Hartman, Charlie Midnight) – 5:10

El CD reeditado contenía los siguientes bonus tracks:
1. "Do It For Love" (Extended Mix) (Bertei, Kesler) – 7:01
2. "Can't Wait 'Till Tomorrow" (Extended Mix) (Keller, Leib, Neigher) – 5:20
3. "Money Back Guarantee" (Extended Mix) (Celay, Rodgers) – 4:03
4. "Do It For Love" (Instrumental) (Bertei, Kesler) – 4:50